# تیم ملی بسکتبال پرتغال
تیم ملی بسکتبال پرتغال (به پرتغالی: Seleção Nacional Portuguesa de Basquetebol) نماینده پرتغال در مسابقات بین‌المللی بسکتبال است. این تیم توسط فدراسیون بسکتبال این کشور اداره می شود تیم ملی پرتغال در گذشته در سطح بین‌المللی هرگز موفقیت چشمگیری نداشته است ، اما آنها سه بار به قهرمانی اروپا راه یافته اند.